# Akurey (Kollafjörður)
Akurey ist eine kleine unbewohnte Insel im Westen von Island. Sie ist Teil der Stadtgemeinde Reykjavíkurborg, gehört jedoch zu keinem der zehn Stadtbezirke Reykjavíks, sondern zum Græni Trefillinn (Grüngürtel, Hinterland von Reykjavíks).

## Geographie
Akurey liegt 1100 Meter nördlich des Alten Hafens von Reykjavík (Reykjavíkurhöfn) im westlichsten Stadtbezirk Vesturbær, getrennt durch den Hólmasund, und 1700 Meter westlich der Insel Engey im Kollafjörður, getrennt durch den Engeyjarsund. Die Insel gehört zwar zum Gemeindegebiet von Reykjavíkurborg, jedoch zu keinem der 10 Stadtbezirke von Reykjavík.
Die Insel ist 780 Meter lang und im Norden bis zu 200 Meter breit. Ihre Flächenausdehnung beträgt 11,5 Hektar.

## Geschichte
Die unbewohnte Insel gehörte 1379 zur Víkurkirkja, einer ehemaligen Kirche in Reykjavík, und wurde für den Getreideanbau genutzt. Der isländische Landvogt Skúli Magnússon verlor einen Rechtsstreit um den Besitz der Insel, den er im Auftrag der Kirche mit einem Bauern austrug.  
1854 wurde auf der Insel eine Landmarke errichtet. 1969 kaufte die Gemeinde von Reykjavík die Insel, ab 1978 gehörte sie zum Gemeindegebiet.
2019 wurde Akurey zum Naturschutzgebiet erklärt, damit die dort lebenden oder brütenden Seevögel – am zahlreichsten vertreten die Papageitaucher – nicht gestört werden. So wurde die Insel zum ersten Naturschutzgebiet innerhalb der Stadtgrenzen von Reykjavík.